# مجلس وطني لمعلمي اللغة الإنجليزية
المجلس الوطني لمعلمي اللغة الإنجليزية (NCTE) هو منظمة مهنية أمريكية مخصصة من أجل «تحسين تعليم اللغة الإنجليزية وفنون اللغة وتعلمها على كافة مستويات التعليم. قدم المجلس الوطني لمعلمي اللغة الإنجليزية منذ عام 1911 منتدى للمهنة ومجموعة من الفرص للمعلمين لمواصلة تطورهم المهني طوال حياتهم العملية وإطار عمل للتعاون من أجل التعامل مع القضايا التي تؤثر على تعليم اللغة الإنجليزية.» وبالإضافة إلى ذلك، حَصر المجلس الوطني لمعلمي اللغة الإنجليزية مهمته في الآتي:
«يعزز المجلس تطوير القراءة والكتابة واستخدام اللغة لبناء عوالم شخصية وعامة ولتحقيق المشاركة الكاملة في المجتمع عن طريق تعلم اللغة الإنجليزية وفنون وعلوم اللغة ذات الصلة وتعليمها.»
يشارك المجلس الوطني لمعلمي اللغة الإنجليزية في نشر المجلات والكتب التي تخاطب اهتمامات التربويين الذين يدرّسون فنون اللغة الإنجليزية. وأصدر المجلس الوطني لمعلمي اللغة الإنجليزية منذ سبعينيات القرن العشرين جوائز دوبلسبيك وجوائز أورويل السنوية.

## الأنشطة السياسية
يشارك المجلس الوطني لمعلمي اللغة الإنجليزية في العديد من القضايا السياسية التي تؤثر على تعليم اللغة الإنجليزية ويقوم بذلك بشكلٍ أساسي عن طريق التعلّم من خلال منظمة إس إل إيه تي إي (SLATE)وهي اللجنة التوجيهية المعنية بالشئون الاجتماعية والسياسية. ووفقًا للموقع الإلكتروني الخاص بالمجلس الوطني لمعلمي اللغة الإنجليزية، تحاول منظمة إس إل إيه تي إي «التأثير على الاتجاهات العامة وقرارات السياسة التي تؤثر على تعليم آداب اللغة الإنجليزية على المستوى المحلي والوطني وعلى مستوى الدولة؛ لتنفيذ ونشر السياسات التي اعتمدها المجلس الوطني لمعلمي اللغة الإنجليزية. وكجزء من وظيفتها السياسية، ستكون منظمة إس إل إيه تي إي بمثابة شبكة الحرية الفكرية للمجلس الوطني لمعلمي اللغة الإنجليزية.»

### المجلس الوطني لمعلمي اللغة الإنجليزية ومنظمة إس إل إيه تي إي
يشارك المجلس الوطني لمعلمي اللغة الإنجليزية ومنظمة إس إل إيه تي إي في العديد من القضايا السياسية، ويتضمن بعضها ما يلي:
- قانون عدم إهمال أي طفل
- الكتب المحظورة
- قانون القُرّاء الساعون

## البنية
يوفر المجلس الوطني لمعلمي اللغة الإنجليزية فرصًا لأعضائه للتطوير المهني بالتفاعل مع الزملاء في جميع جوانب تعليم اللغة الإنجليزية. وينتمي الأفراد لأي من المراحل الأربع لعضوية - الابتدائي أو المتوسط أو الثانوي أو الجامعي. وقد يلتحقون أيضًا بمجموعاتٍ أخرى تركز على تخصصات التعليم المتنوعة في اللغة الإنجليزية، ولكل منها صحيفته واجتماعاته ومشروعاته الخاصة.
وتخدم مجموعات المصالح الرئيسية -تُسمى المؤتمرات- مدرسي الكتابة والخطابة الجامعية، وموجهي المدرسين في التعليم العالي وأصحاب الوظائف ذات الصلة بتعليم اللغة الإنجليزية، والمدرسين الذين يهتمون باللغة بأكملها، وأصحاب مناصب قسم اللغة الإنجليزية، والمشرفين من الروضة إلى الصف الثاني عشر، وقائدي تلقين اللغة الإنجليزية الآخرين. وتكون الجمعيات عبارة عن مجموعات اهتمامات خاصة غير رسمية - تمتد من التركيز على الحواسيب في اللغة الإنجليزية حتى البحث - والتي تجتمع في اتفاقيات المجلس الوطني لمعلمي اللغة الإنجليزية.
وترصد اللجان وتُعد تقارير حول اتجاهات وقضايا تعليم اللغة والتعبير والأدب والقراءة والإعلام. وتنفذ ما يقرب من 50 لجنة وفرق عمل مشروعات بشأن قضايا وموضوعات في تعليم اللغة الإنجليزية، ومن بين هذه المشروعات الاختبار والتقييم والرقابة والتكنولوجيا التعليمية والاستجابة للأدب وإعداد واعتماد المعلمين واللغة الإنجليزية في المدارس الحضرية.

## الحوكمة الإستراتيجية
تبنت اللجنة التنفيذية بالمجلس الوطني لمعلمي اللغة الإنجليزية في نوفمبر 2003 نموذجًا جديدًا لأسلوب حوكمة قائم على السياسة للمجلس. وقامت بدراسة معنى وتشعبات القضايا التالية للمنظمة ككل.

## النقد
نشر مراسل التعليم لصحيفة منتدى النسر مقالاً بعنوان "معايير اللغة الإنجليزية تثير النقد". وانتقدت المجموعة المجلس الوطني لمعلمي اللغة الإنجليزية بسبب نشر مجموعة من «12 معيارًا» والتي «لا توجه التربويين لتدريس الصوتيات أو الهجاء أو القواعد النحوية أو علامات الترقيم أو تقدم أية اقترحات لقوائم القراءة». ويتضمن المقال معلومات بشأن قسم التعليم، الذي قدم في البداية مليون دولار لدعم المشروع ولكنه أوقف تمويله في مارس عام 1994. وبالإضافة إلى ذلك، يسخر منتدى النسر من تعريفات المجلس الجديدة التي وُضعت قيد التنفيذ وكذلك فلسفتها التي تدعم الهجاء غير التقليدي والتعليم الثنائي اللغة واستخدام اللغة الإنجليزية بطريقة غير تقليدية وتعدد الثقافات. وتضمن بعض الكلمات ذات التعريفات المحدثة: اللغة الإنجليزية القياسية والنص واللغة والقراءة والثقافة. وعلاوة على ذلك، نُقل عن المنتدى أيضًا قوله: «على الرغم من الالتزام الهائل بالوقت والأموال الفيدرالية، لم يكن للمعايير حتى الآن تأثير ملحوظ على تعليم الطلاب».

## التاريخ
كما ذُكر على الموقع الإلكتروني الرسمي للمجلس الوطني لمعلمي اللغة الإنجليزية، تم تأسيس المجلس عام 1911 من قِبل مجموعة من التربويين في شيكاغو، بإلينوي، وتُعرف هذه المجموعة باسم مائدة اللغة الإنجليزية المستديرة لجمعية التعليم الوطنية. ولقد أرادت هذه المجموعة إنشاء استجابة مهنية لسد احتياجات وقيم التغيير ذات الصلة بالتعليم، وبالأخص تعليم اللغة الإنجليزية. وكان الدافع وراء القيام بهذا الجهد المبكر هو الخوف من أن المناهج الدراسية أصبحت محدودةً للغاية ولم تكن قادرة على التصدي لاحتياجات الطلاب ذات التنوع المتزايد. وتم تأسيس لجنة خاصة لمعالجة هذه القضايا. ومنذ ذلك الحين، قدم المجلس الوطني لمعلمي اللغة الإنجليزية منتدى للمهنيين المتخصصين في تدريس اللغة الإنجليزية لمواصلة تطورهم المهني طوال حياتهم المهنية، بالإضافة إلى توفير إطار للعمل التعاوني المتعلق بالقضايا التي تؤثر على تدريس اللغة الإنجليزية.
وضع هؤلاء التربويون المعنيون لأنفسهم في البداية مهمة محدودة وهي اكتشاف المشكلات الناجمة عن اتباع نهج صارم ومحدد بشكل حصري لتدريس اللغة الإنجليزية. ولكن سرعان ما أصبح من الواضح أنه هناك حاجة للمزيد، وأنه ليس هناك سوى منظمة مهنية وطنية قادرةً على التأثير على قرارات السياسة. وبحلول عام 1919، تطورت اللجنة الاستقصائية الأصلية بدرجة كبيرة تكفي لكي تصبح مثل هذه المنظمة. ولقد حافظ المجلس الوطني لمعلمي اللغة الإنجليزية منذ البداية على البنية التقسيمية مع مجموعات منفصلة تمثل معلمي التعليم الابتدائي والثانوي والجامعي وذلك بسبب سياسة الباب المفتوح الخاصة بالعضوية.
واستمر تطور المنظمة عبر العقود العديدة التالية. وبحلول عام 1948، كان من الواضح أن التقسيمات البسيطة القائمة على مستوى الصف لم تكن كافيةً، وتم تشكيل مؤتمر التعبير والاتصال الجامعي (CCCC) لتلبية الاحتياجات الخاصة لمعلمي التواصل والتعبير على المستوى الجامعي. وثبتت أهمية هذا الاعتماد على منظمة اللجنة، حيث تسمح للمجموعات المهتمة بالتركيز على قضايا أو اتجاهات معينة. وتطورت العضوية بشكلٍ كبير في النصف الثاني من القرن العشرين، وطوال سنوات تأسيس اللجان الجديدة، مما أدي إلى هيكلة المؤتمرات الخمسة السارية في بداية القرن الواحد والعشرين.

## الحاضر والمستقبل
يوجد لدى المجلس الوطني لمعلمي اللغة الإنجليزية حاليًا 35,000 عضو ومشترك في الولايات المتحدة ودوليًا. وتتكون هذه العضوية من معلمي ومشرفي برامج اللغة الإنجليزية بدءًا من مدارس التعليم الابتدائي والمتوسط والثانوي حتى أقسام اللغة الإنجليزية في كليات التعليم الجامعي وكذلك موجهي المعلمين ومتخصصي اللغة الإنجليزية المحليين وفي الدولة وغيرهم من المهنيين في المجالات ذات الصلة بشكلٍ مباشر. وبرعاية أكثر من 120 مؤسسة فرعية إقليمية وبلدية وقروية ومحلية وذات صلة بالطلاب داخل الولايات المتحدة وكندا والدول الآسيوية، يواصل المجلس الوطني لمعلمي اللغة الإنجليزية تطوره السنوي السريع.

## وصلات خارجية
- NCTE Official Website
- NCTE Standards for the English Language Arts
- NCTE Core Values and Beliefs
- National Council for Teacher Education of India
- NCTE & IRA’s ReadWriteThink
- US Department of Education
- National Center for Educational Statistics - NCES is the primary federal entity for collecting and analyzing data that are related to education in the United States and other nations.
- National Board for Professional Teaching Standards
- MLA - Founded in 1883, the Modern Language Association promotes the study and teaching of language and literature.
- Conference on College Composition and Communication - CCCC is a professional organization for researching and teaching composition.
- The Two-Year College English Association - TYCA unites teachers committed to the teaching and study of English in the two-year college.
- The Whole Language Umbrella - WLU views whole language as a dynamic philosophy of education.
- Official Website, ALAN Online - ALAN, The Assembly on Literature for Adolescents